# Brunkronad sånghöna
Brunkronad sånghöna (Arborophila torqueola) är en asiatisk fågel i familjen fasanfåglar inom ordningen hönsfåglar.

## Kännetecken

### Utseende
Brunkronad sånghöna är en 28 cm lång, vaktelliknande fasanfågel, liksom flera andra sånghöns svartbandat bruna ovan och grå under med vitstrimmiga eller vitfläckiga flanker. Hanen är rostfärgad på hjässa och örontäckare, har svart ögonfläck och ögonstreck, vita svartstreckade halssidor och ett vitt halsband. Honan har rostorange strupe, men saknar till skilland från liknande roststrupig sånghöna ett svart band som skiljer strupen från det grå bröstet. Ett särskiljande tecken är och att även manteln är svartbandad.

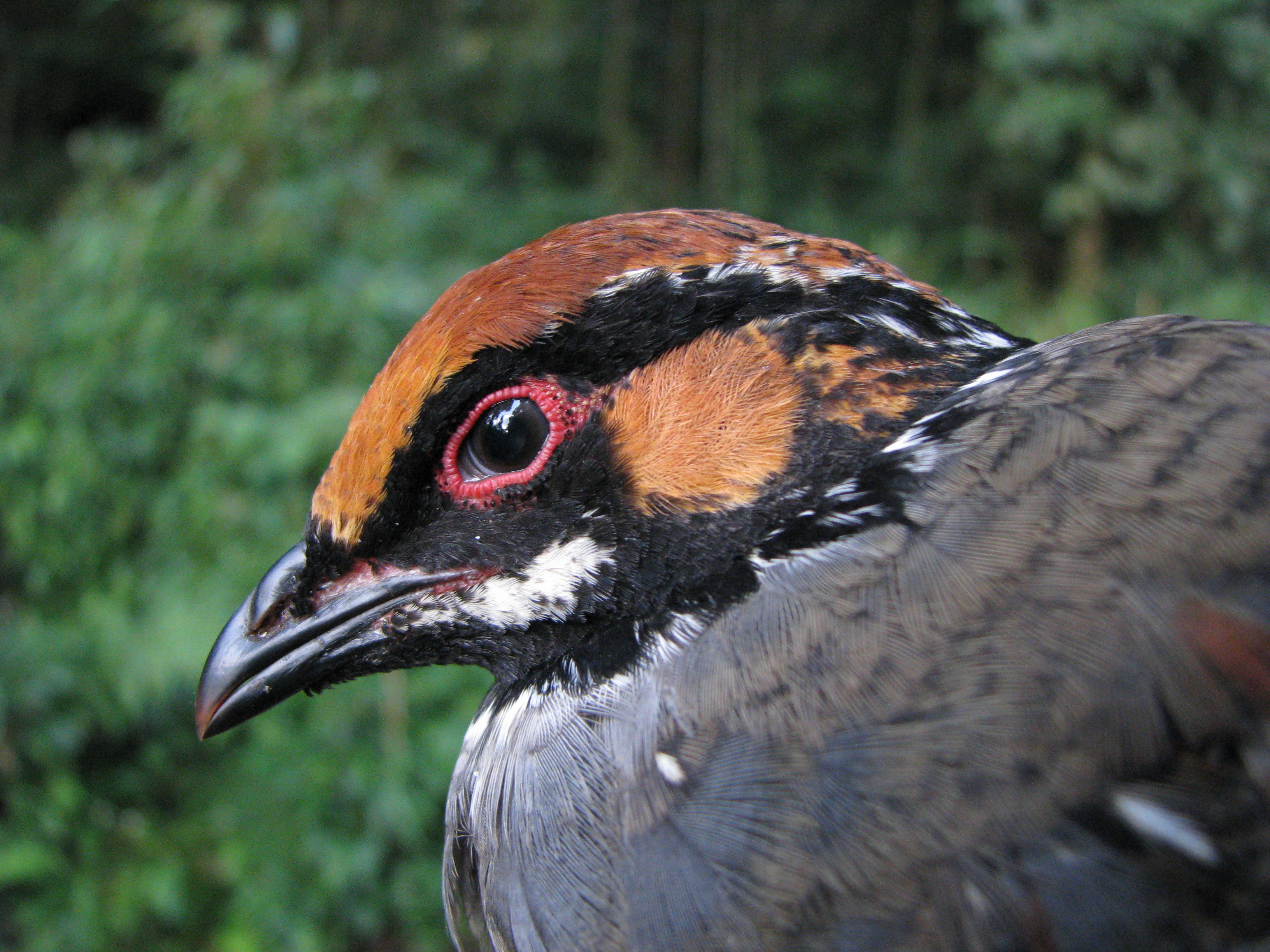

### Läten
Lätet som oftast hörs tidigare morgnar och sena kvällar är en vittljudande (hörs över 1 km) serie visslingar, först två eller tre utdragna följda av tre till sex dubbla visslingar.

## Utbredning och systematik
Brunkronad sånghöna delas in i fem underarter med följande utbredning:
- Arborophila torqueola torqueola – östra Himalaya (från Nepal till Tibet och norra Myanmar)
- Arborophila torqueola millardi – västra Himalaya (från Himanchal Pradesh till västra Nepal)
- Arborophila torqueola interstincta – nordöstra Indien (Assam)
- Arborophila torqueola batemani – norra Myanmar till sydvästra Kina (västra Yunnan och sydvästra Sichuan)
- Arborophila torqueola griseata – nordvästra Vietnam

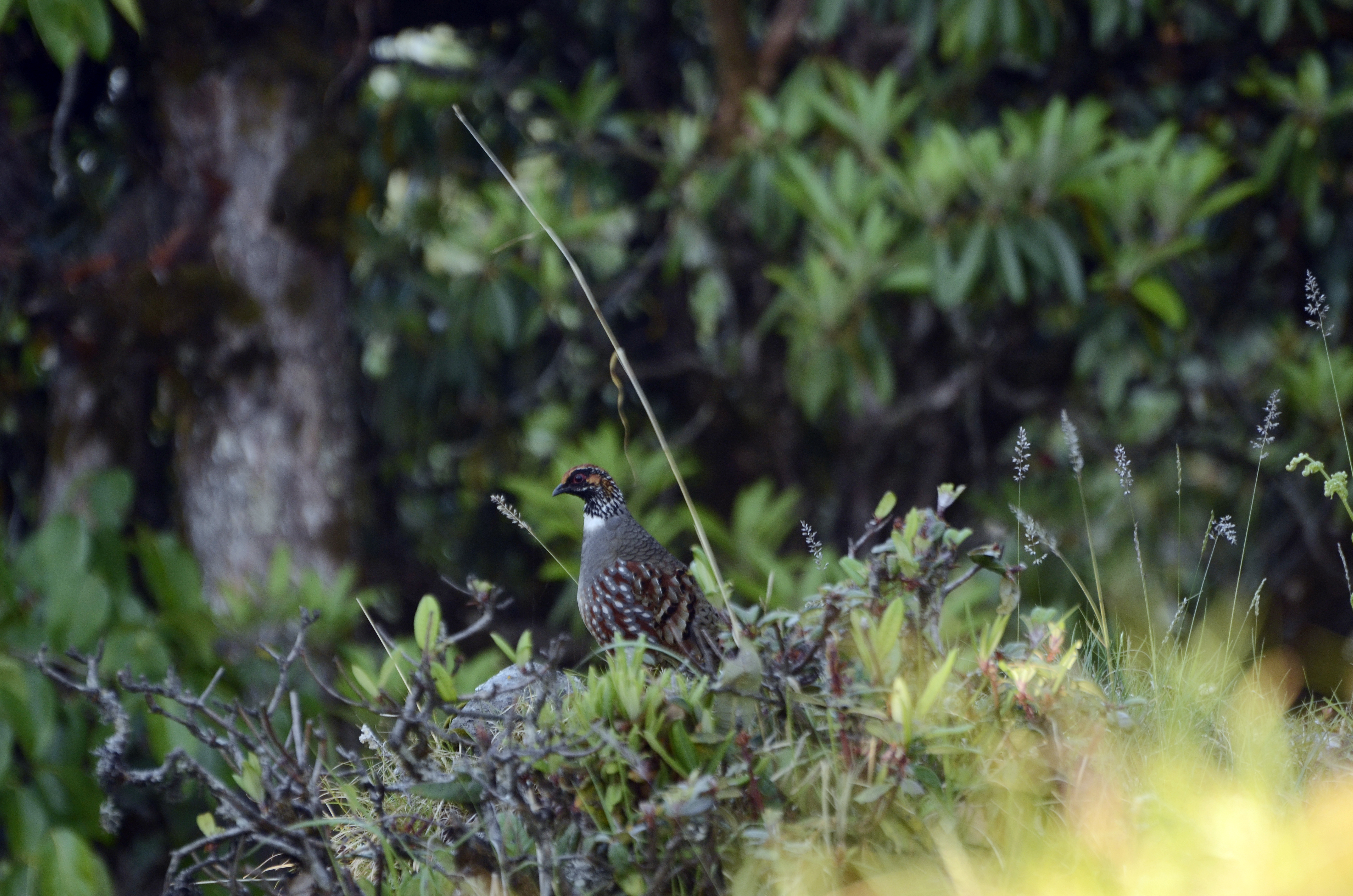

## Levnadssätt
Brunkronad sånghöna återfinns i bergsbelägen städsegrön skog, vanligen mellan 1500 och 3000 meters höjd, men högre eller lägre i vissa områden. Födan består av frön, skott, bär, insekter och små mollusker som den födosöker bland löv på marken, ofta i grupper om fem till tio individer. Fågeln häckar april-juli i Indien och lägger tre till nio glansigt vita ägg i en fodrad fördjupning i marken.

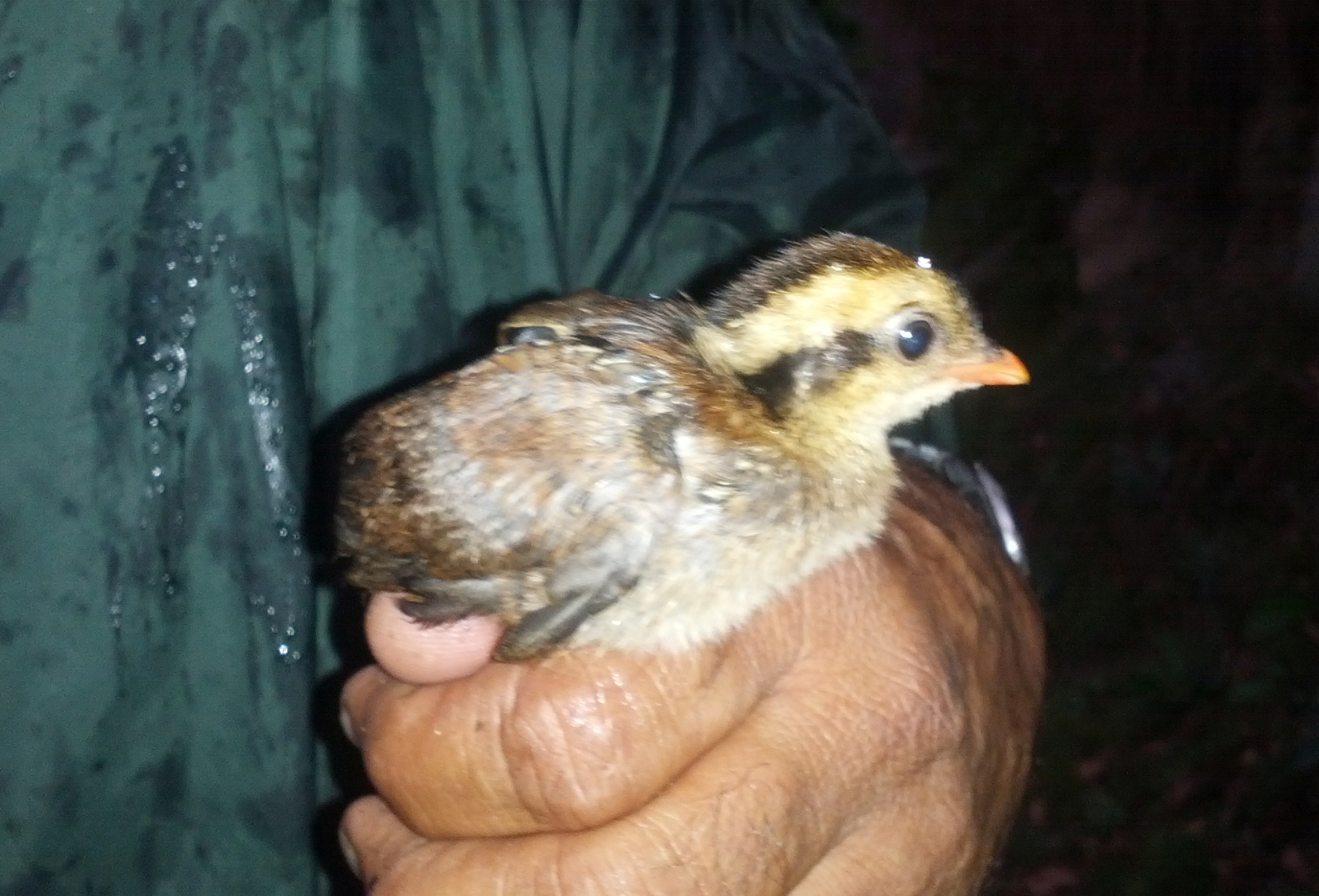

## Status och hot
Arten har ett stort utbredningsområde och en stor population, men tros minska i antal på grund av habitatförstörelse, dock inte tillräckligt kraftigt för att den ska betraktas som hotad. Internationella naturvårdsunionen IUCN kategoriserar därför arten som livskraftig (LC). Världspopulationen har inte uppskattats men den beskrivs som ganska vanlig.